# Botanophila caligotypa
Botanophila caligotypa är en tvåvingeart som beskrevs av Zheng och Fan 1990. Botanophila caligotypa ingår i släktet Botanophila och familjen blomsterflugor.
Artens utbredningsområde är Qinghai (Kina). Inga underarter finns listade i Catalogue of Life.